# Boguszówka (przystanek kolejowy)
Boguszówka (biał. Багушоўка, ros. Богушевка) – przystanek kolejowy w miejscowości Boguszówka, w rejonie grodzieńskim, w obwodzie grodzieńskim, na Białorusi. Leży na linii dawnej Kolei Warszawsko-Petersburskiej.